# 崇寧縣
崇寧縣位于四川省中部。唐置唐昌县，北宋改称崇宁县，1958年撤销，并入郫县（今郫都区）、彭县（今彭州市）、灌县（今都江堰市）。县治位于今郫都区唐昌镇。据民国三十三年（1944年）统计，崇宁县面积195.69平方公里:65。

## 历史
唐仪凤二年（667年）置唐昌县，属益州，垂拱二年（686年）归属彭州。武周长寿二年（693年）改名周昌县。神龙元年（705年）复名唐昌县。宋开宝四年（971年）改名永昌县。崇宁元年（1102年）改称崇宁县，以年号得名。明洪武四年（1371年）隶属成都府。洪武十年（1377年）并入灌县，十三年（1380年）复置。清康熙七年（1668年）并入郫县，雍正七年（1729年）复置。中华民国时期属四川省第一行政督察区。中华人民共和国成立后隶属温江专区。1958年11月11日（国务院于1958年9月5日批准），撤销崇宁县，将所属丰乐乡划入灌县，君平、庆兴、桂花3乡划入彭县，唐昌镇及其余6乡划入郫县。:64-661959年7月，又将已划归郫县的君平、庆兴、桂花、丰乐四乡划归彭县。

## 行政區劃
1958年裁撤前，崇宁县下辖1个镇、10个乡：:72
唐昌镇、君平乡、唐昌乡、元觉乡、灵圣乡、安德乡、竹瓦乡、万寿乡、丰乐乡、桂花乡、庆兴乡。